# Sân bay Khương Doanh Nam Dương
Nanyang Airport là một sân bay ở Nam Dương, tỉnh Hà Nam, Cộng hòa Nhân dân Trung Hoa(IATA: NNY, ICAO: ZHNY).

## Các hãng hàng không và tuyến bay
- China Southern Airlines (Bắc Kinh - Thủ đô, Quảng Châu, Thượng Hải-Hồng Đào, Trịnh Châu)